# Puerta de Jaffa

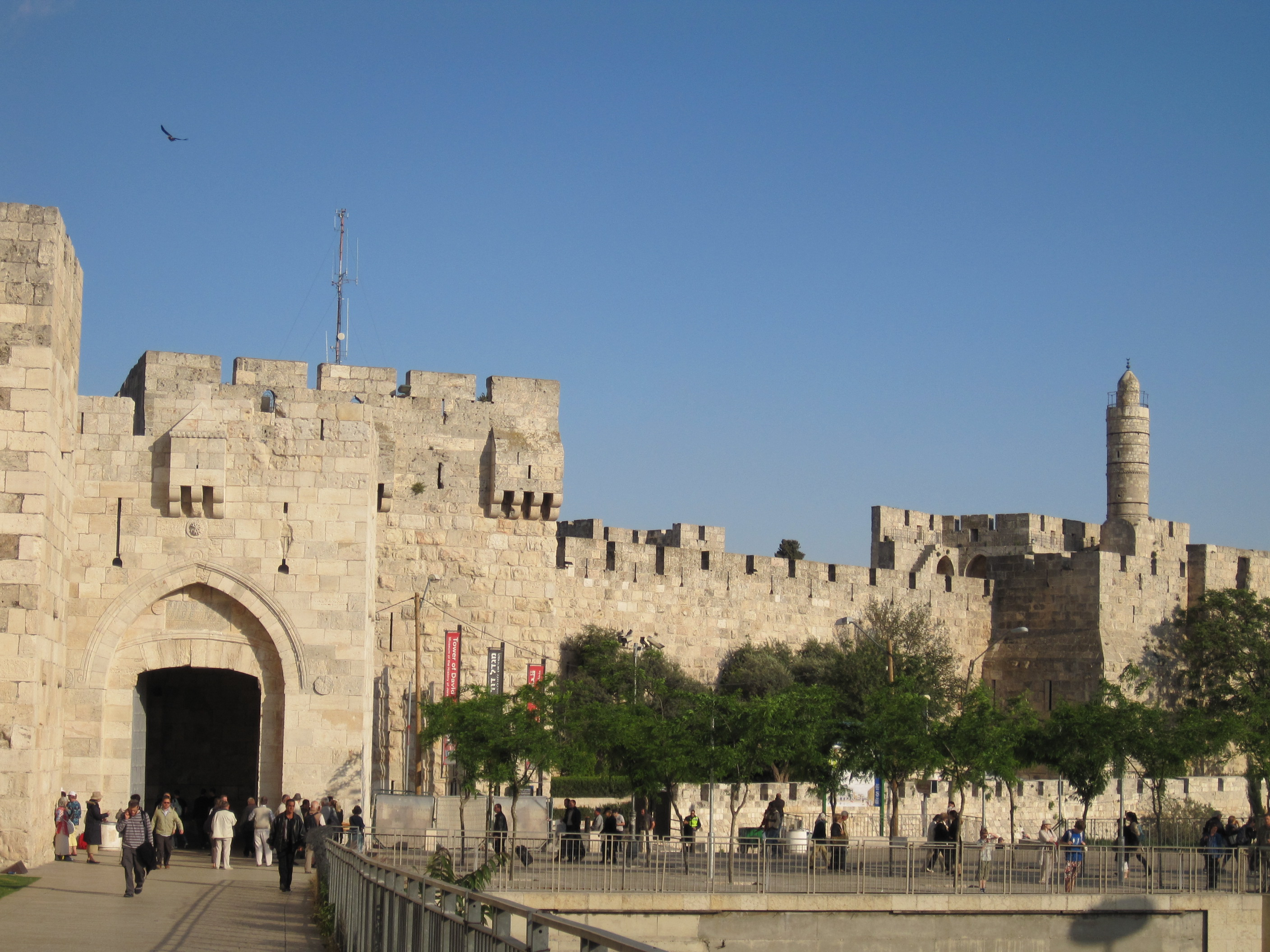
La Puerta de Jaffa.

La Puerta de Jaffa (שער יפו, Sha'ar Yaffo), Puerta del Amigo (Jalil en árabe, que significa Hebrón) o Puerta de la Torre de David es una antigua entrada de la fortificación de la Ciudad Vieja de Jerusalén. Se trata de la única puerta abierta en el lado occidental de la Ciudad Vieja y es también el lugar donde se unen los caminos a Jaffa y Hebrón, lo que le da el nombre tanto en árabe como en hebreo. El nombre en árabe se refiere a Hebrón indirectamente: Puerta del Amigo, en referencia a Abraham (el amigo de Dios), que según la tradición fue enterrado en Hebrón. Justo al lado de la puerta se encuentra el lugar más alto de la Ciudad Antigua, la ciudadela, conocida por el nombre Torre de David, que alberga un museo.
Los otomanos perforaron una entrada en la parte derecha de la muralla para permitir el paso del cortejo oficial del emperador Guillermo II en 1898. En 1917 el general Edmund Allenby realizó su entrada oficial por la puerta de Jaffa. La puerta tenía montada una "Torre del Reloj" entre 1908 y 1917, que desmontaron los británicos, así como todas las construcciones que se encontraban delante de las murallas. La puerta de Jaffa, al igual que toda la Ciudad Vieja, fue conquistada por Jordania en la Guerra del 48, luego conquistada por Israel en la Guerra de los Seis Días en 1967. El patriarcado latino de Jerusalén se encuentra justo al lado.

## Arquitectura

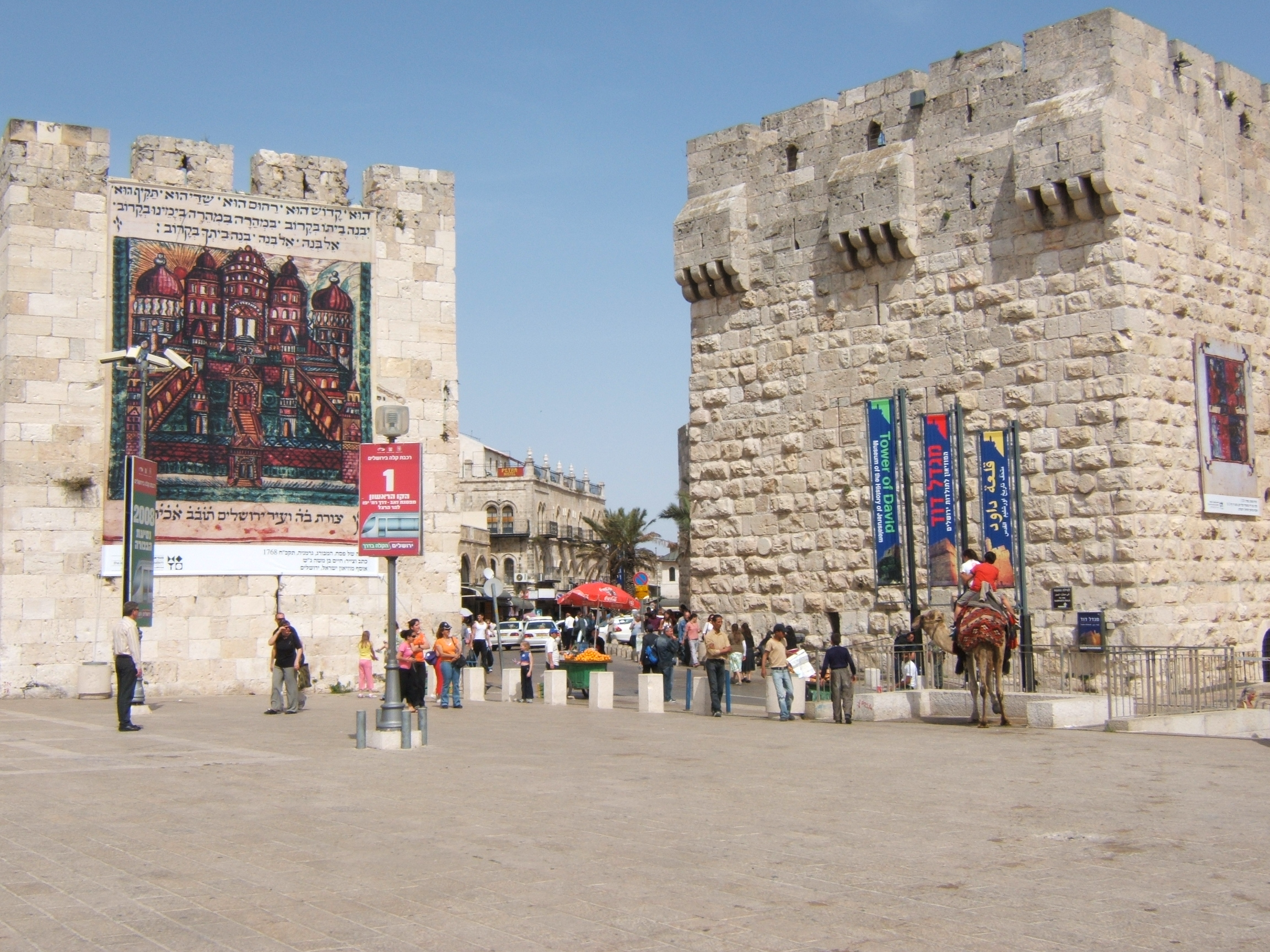
Aspecto en 2006.

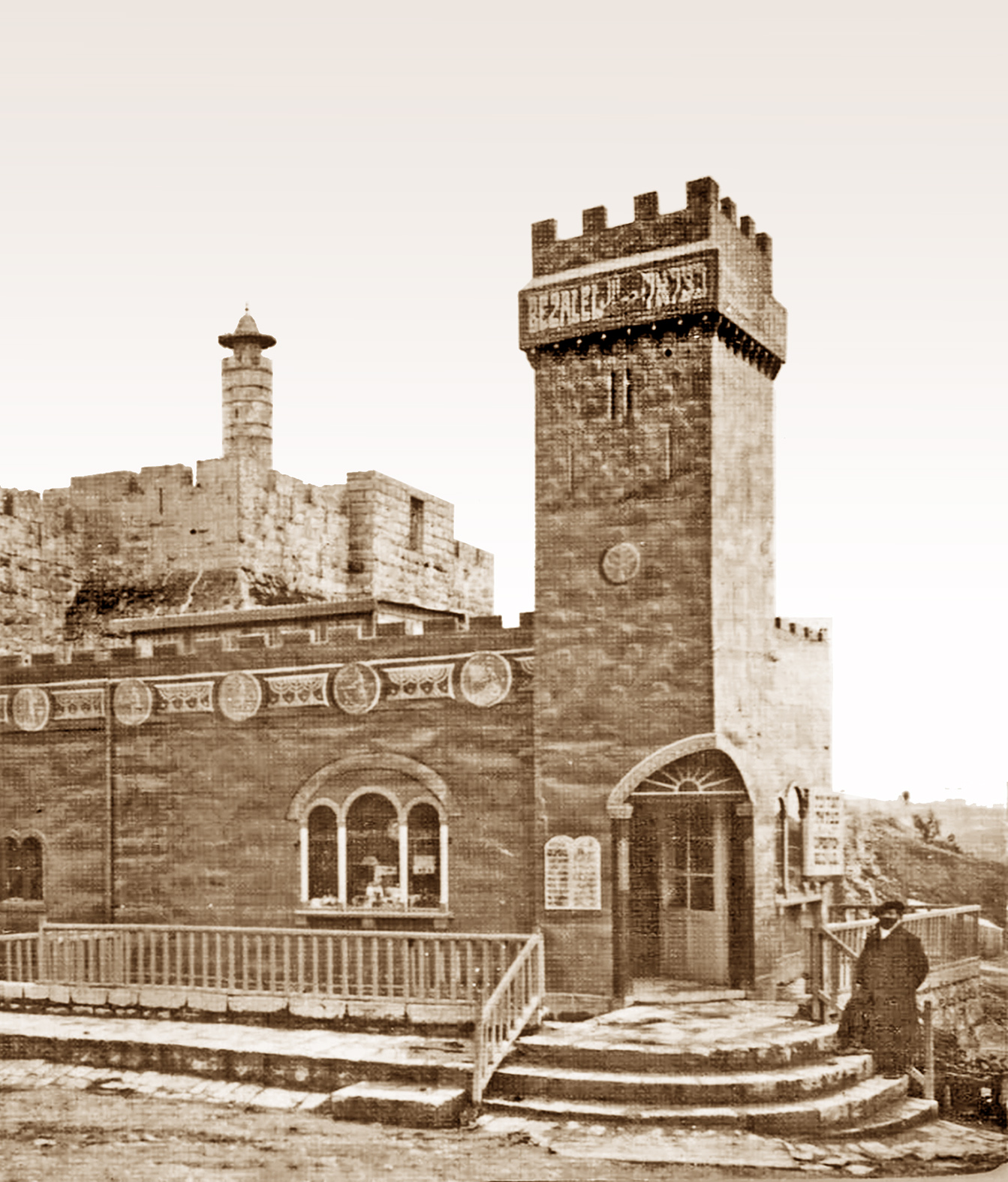
Pabellón Bezalel en 1913.

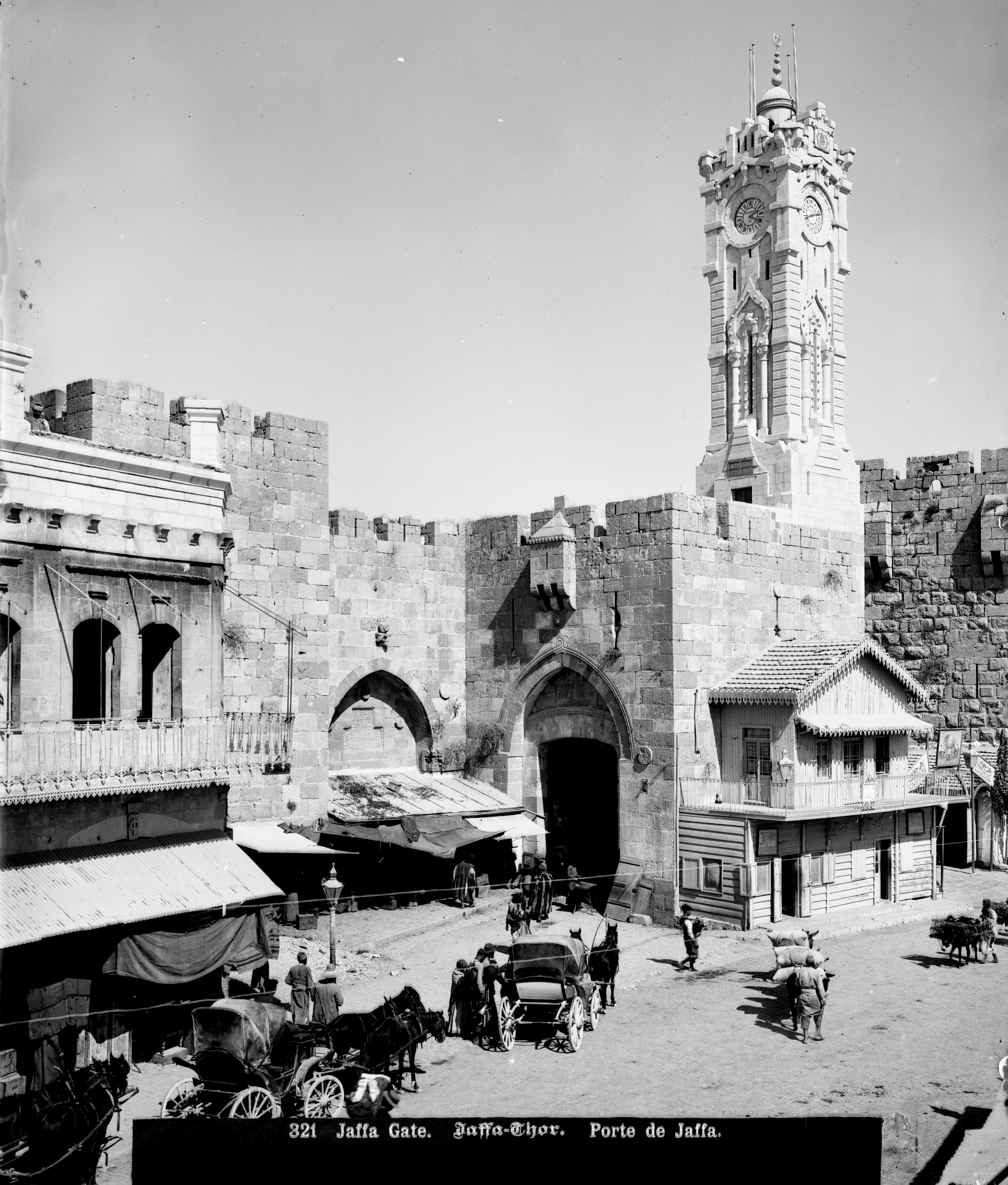
La puerta entre 1908-1917 con la "Torre del Reloj".

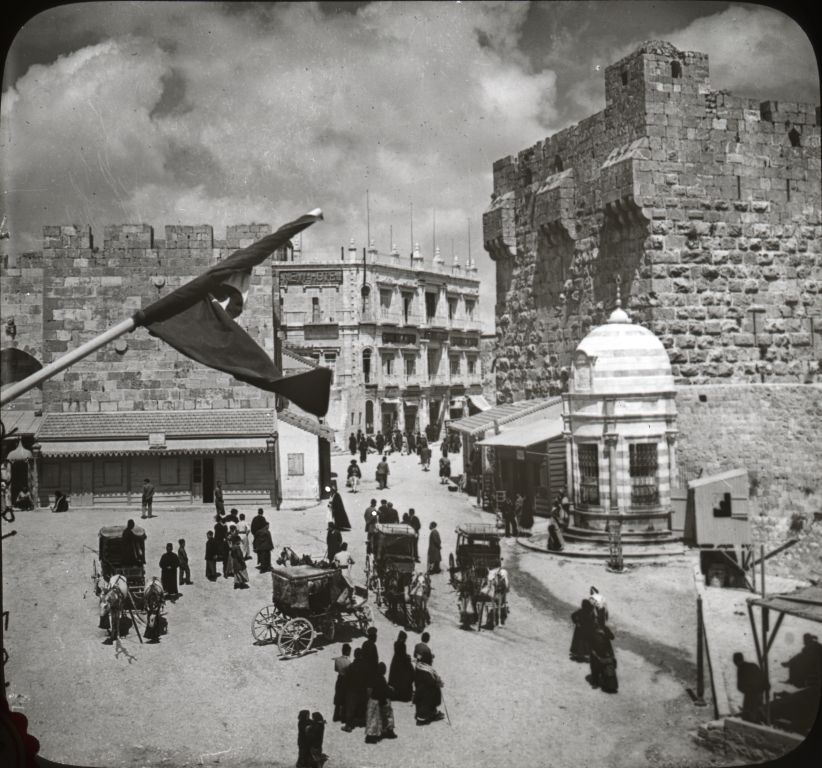
Imagen de la puerta antes de 1908.

Al igual que la piedra utilizada para el resto de la muralla de la Ciudad Antigua, las piedras de la puerta de Jaffa son de gran tamaño, talladas y con bloques de color arena. La entrada tiene una altura de unos 8 metros y la muralla 20 metros más.

### Torre de David / la Ciudadela
La Torre de David (en hebreo: מגדל דוד, Migdal David, en árabe: برج داود, Burj Daud) es una antigua ciudadela situada cerca de la puerta de Jaffa.
Se construyó para reforzar un punto débil para la defensa estratégica de la villa, la ciudadela actual se encuentra en una fortaleza construida en el siglo II a. C.. destruida para ser reconstruida sucesivamente por los cristianos, musulmanes, mamelucos y otomanos, todos ellos conquistadores de Jerusalén. Contiene importantes vestigios arqueológicos de una antigüedad de hasta 2700 años y es un sitio popular para eventos benéficos, muestras de artesanía, conciertos y espectáculos de luz y sonido.

### Kilómetro cero de Israel
A partir del siglo XX se utilizó el muro junto a la puerta de Jaffa como kilómetro cero. Durante el mandato británico se instaló un puesto elevado para un guardia de tráfico, donde estaba la apertura que crearon otomanos para el paso del emperador Guillermo II. Ese punto se eligió como referencia para medir la distancia a otras localidades desde Jerusalén.

### Pabellón Bezalel
El pabellón Bezalel, junto a la puerta de Jaffa, era una estructura de madera con un techo de zinc que se construyó en la parte exterior de los muros para albergar un taller y una exposición de productos de la Academia Bezalel de Arte y Diseño. El pabellón fue destruido 6 años después de su creación.

### Torre del Reloj
En 1907 los habitantes de Jerusalén construyeron una torre con un reloj sobre la puerta de Jaffa. Esta fue una de las 100 que se construyeron en el Imperio Otomano como conmemoración de los 25 años de reinado del sultán Abdul Hamid II. La torre sólo duró una década, dado que fue destruida por los británicos cuando conquistaron la ciudad. La construcción de la puerta costó aprox. 20.000 francos y tardó 5 años dada la dificultad para recaudar fondos entre los pobres habitantes del barrio. Israel sólo tiene siete torres que se construyeron en Safed, Acre, Haifa, Nazaret, Nablus, Jerusalén y la famosa Torre de Jaffa. El hecho de que se seleccionara esta puerta para la construcción de la torre es muestra de su importancia en su época, mayor incluso que la puerta de Damasco.
La Torre del Reloj se construyó en piedra caliza extraída de una cueva cerca de Sedequías. Tenía una altura de 13 pies (4 m) con cuatro relojes, uno en cada dirección del viento. El reloj occidental y oriental mostraban la hora habitual ("zona europea"), mientras que los otros dos relojes mostraban la hora local ("zona temporal"). Se añadieron más relojes a modo de decoración en la campana, junto a los símbolos de la dominación otomana, la luna crecienta y la estrella.

### Fuente turco-otomana
En la entrada de la puerta, cerca del pabellón Bezalel se creó una fuente ("sebil") por orden del sultán.

## Imágenes históricas

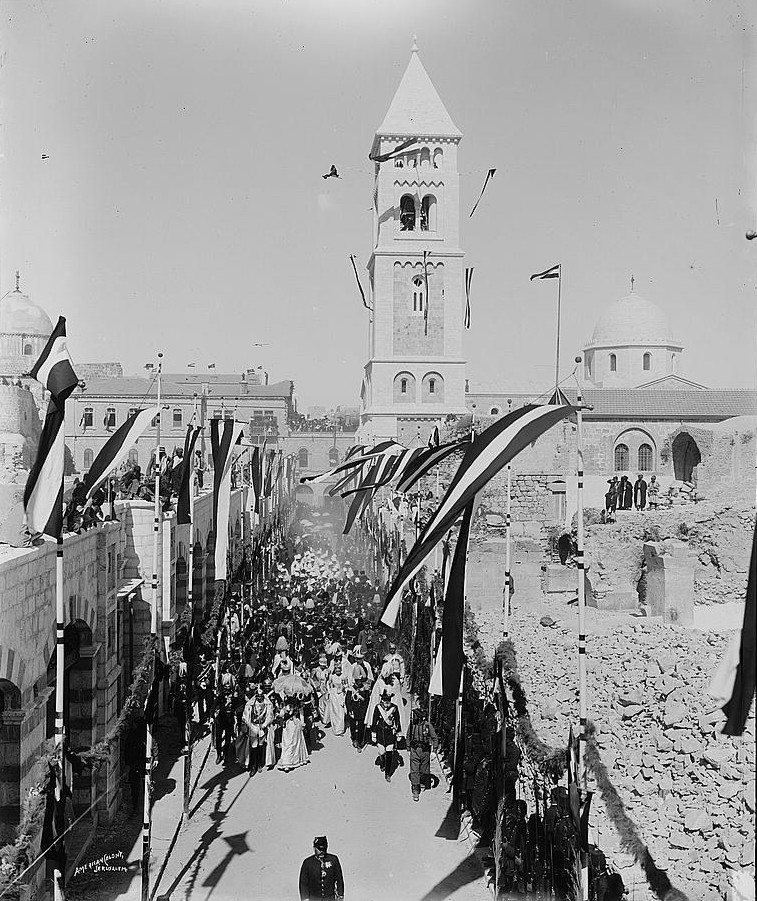
Le cortège royal de l'empereur Guillermo II el 31 de octubre de 1898.
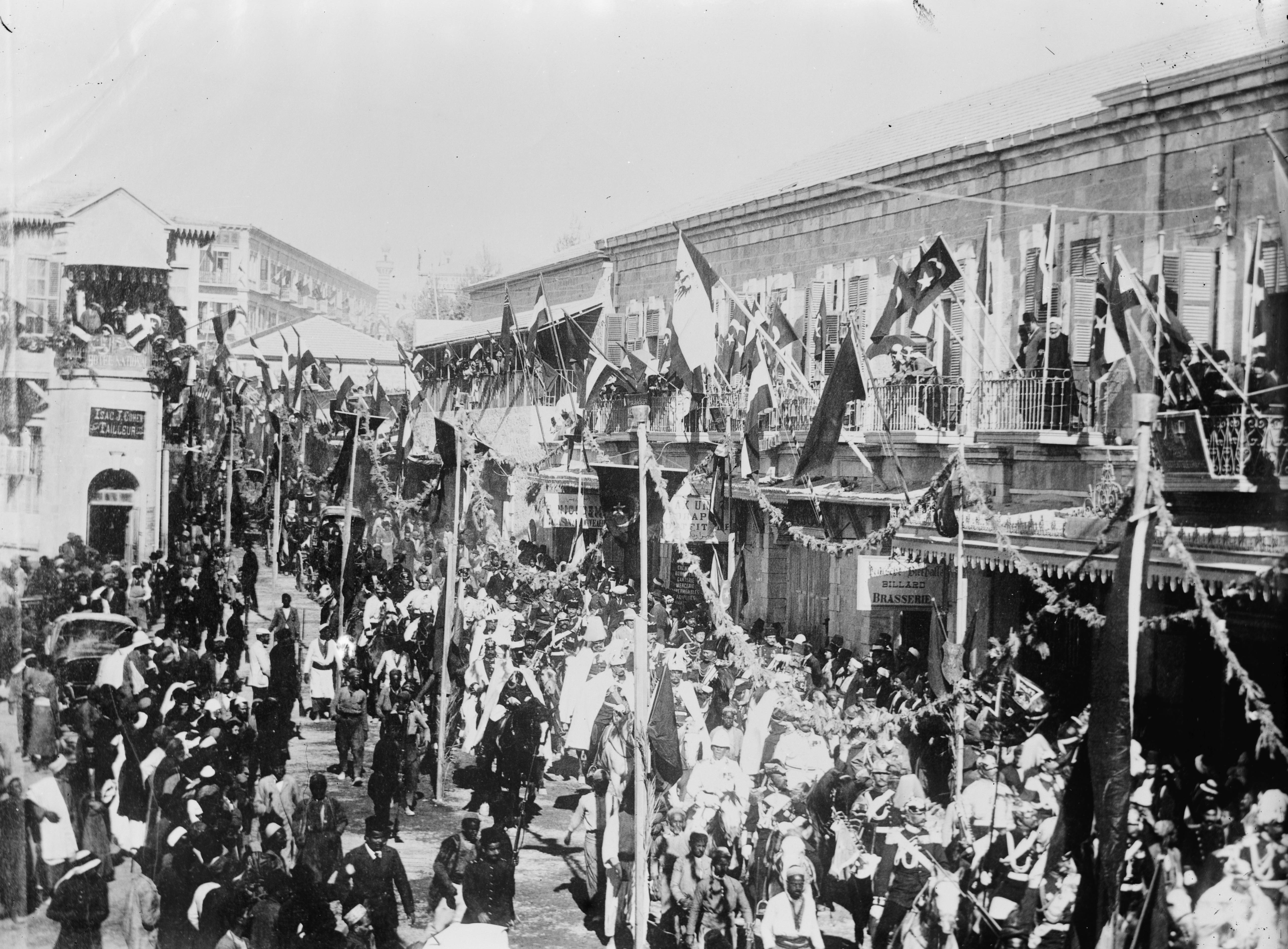
Cortejo del emperador Guillermo II camino de Jaffa.
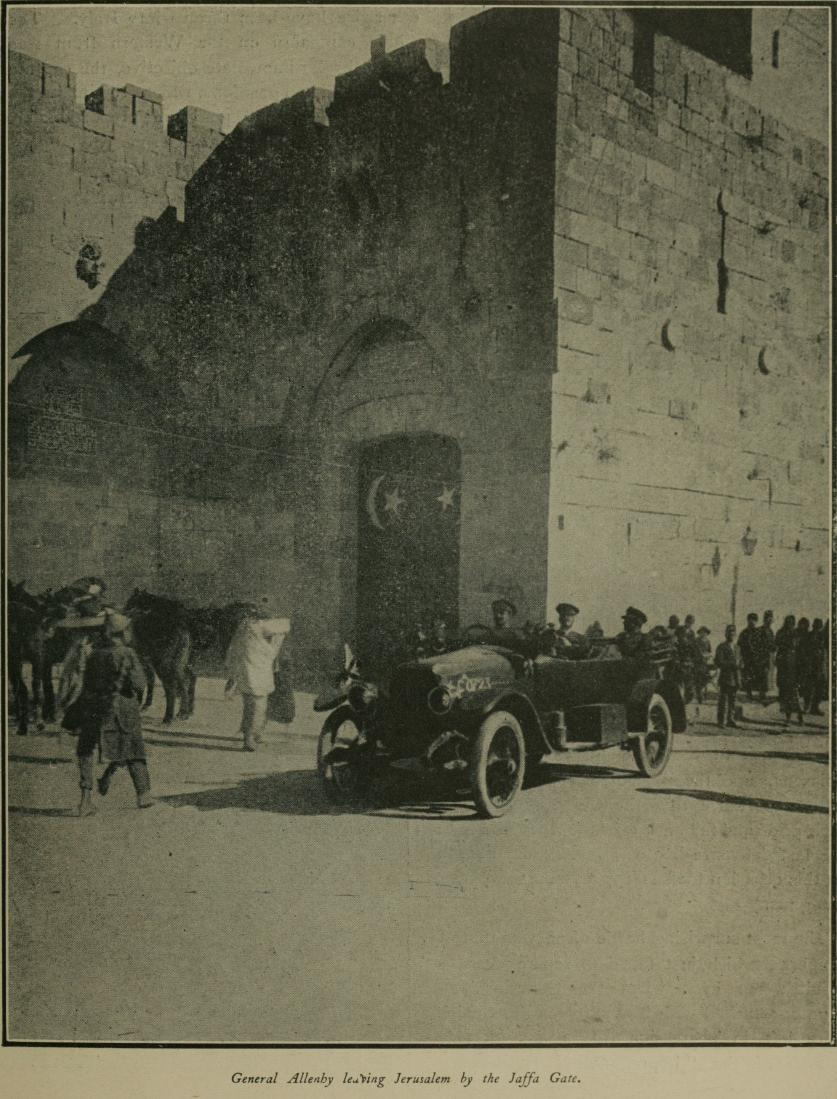
Allenby delante de la puerta de Jaffa en 1917.
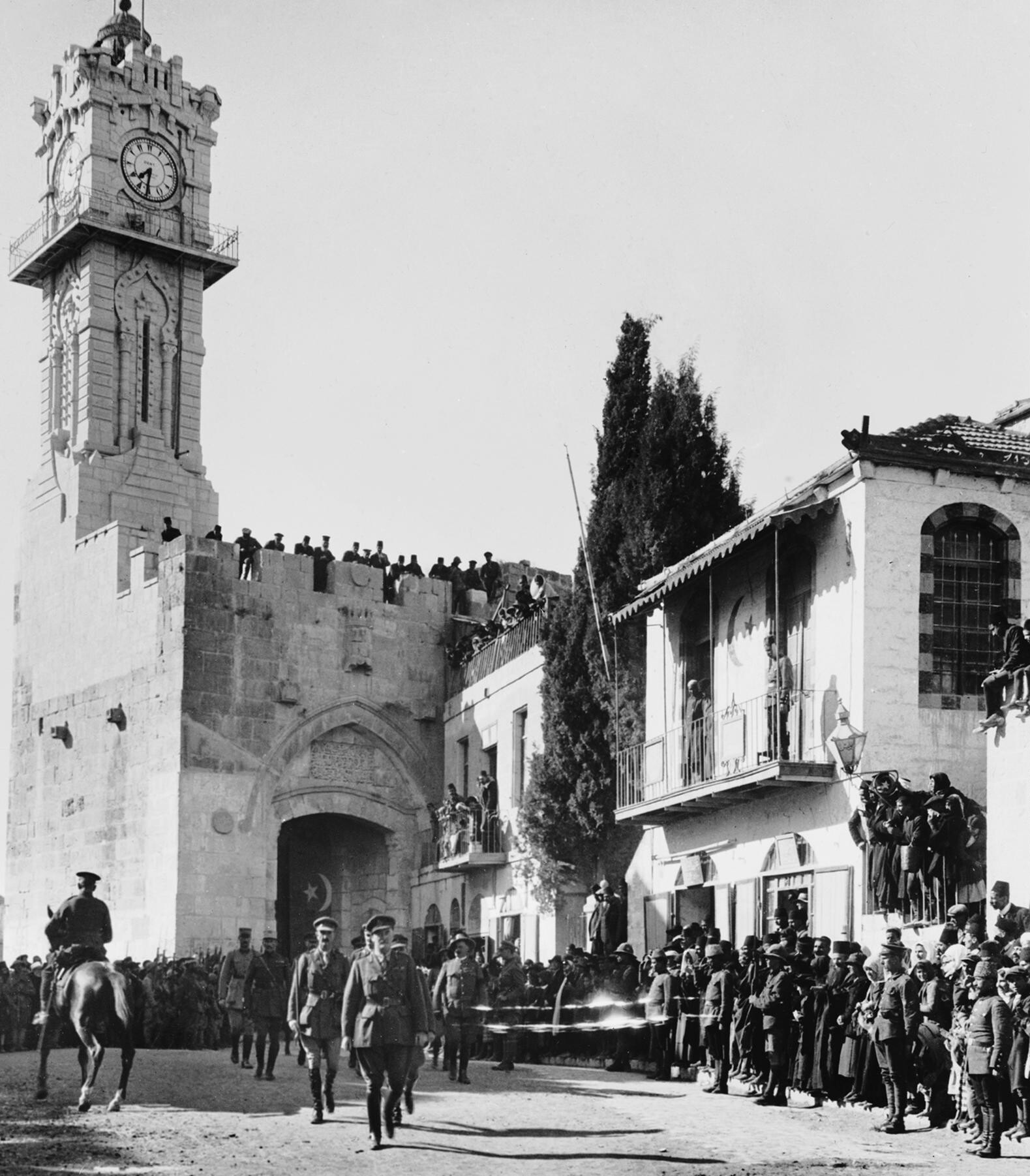
Allenby entra en Jerusalén en 1917.
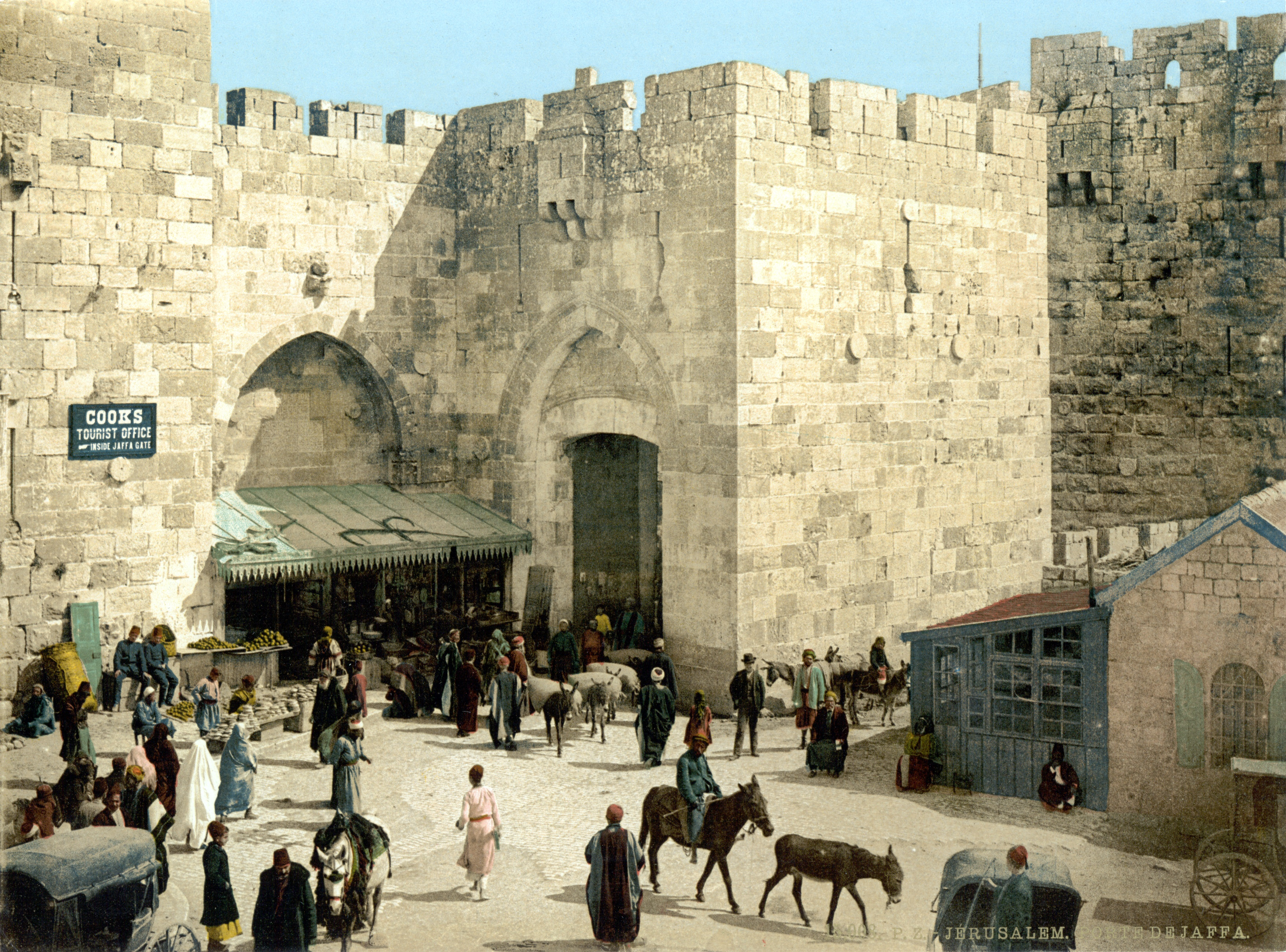
Vista de 1900.
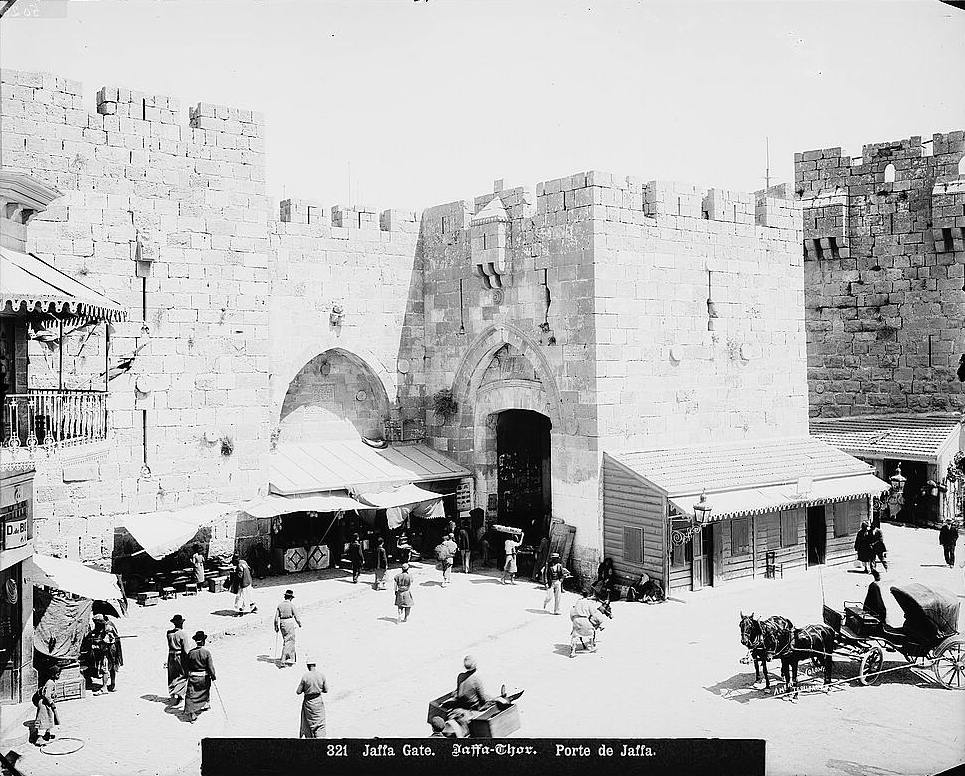
Vista de aprox. 1908.
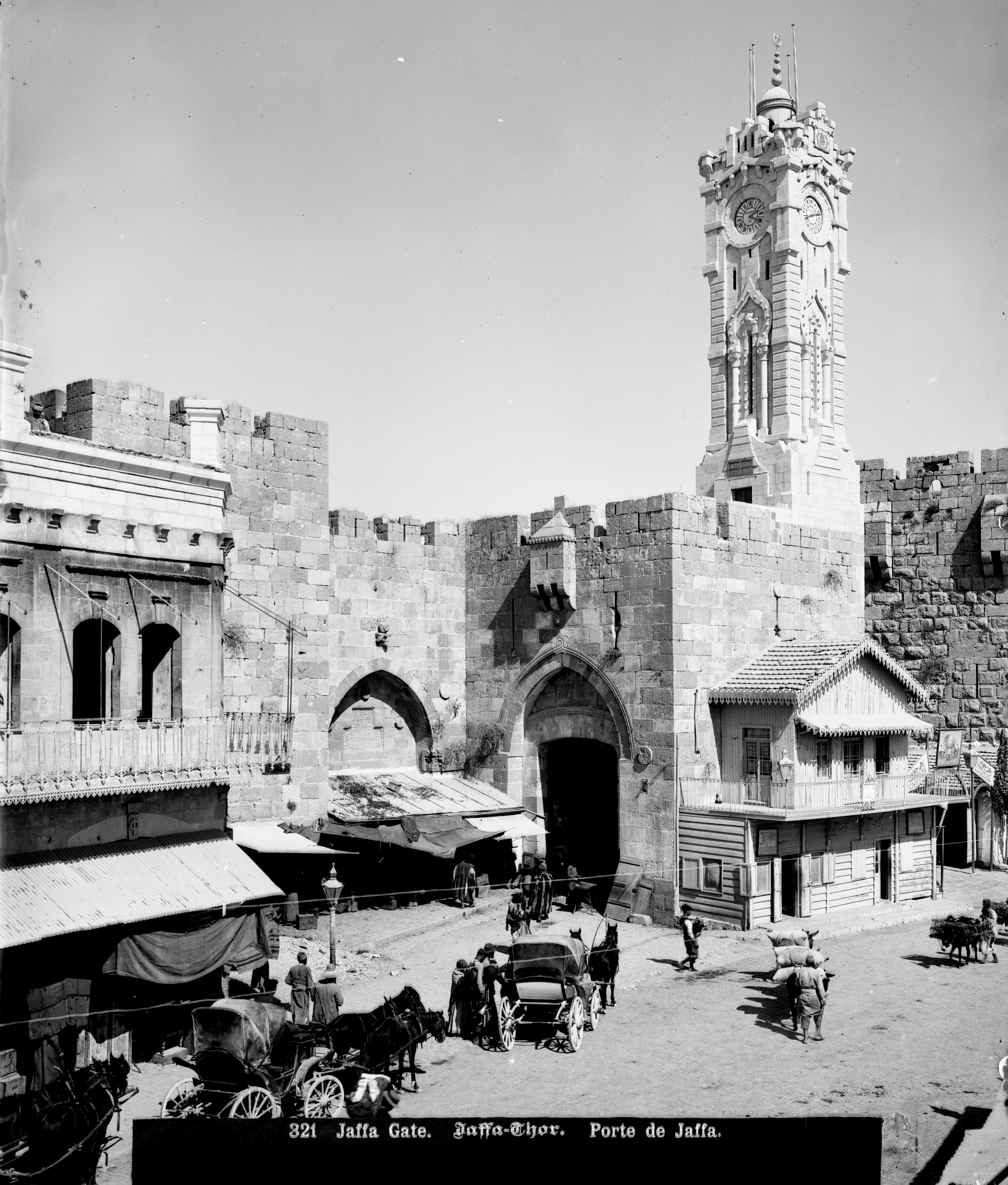
Imagen de la "Torre del Reloj".
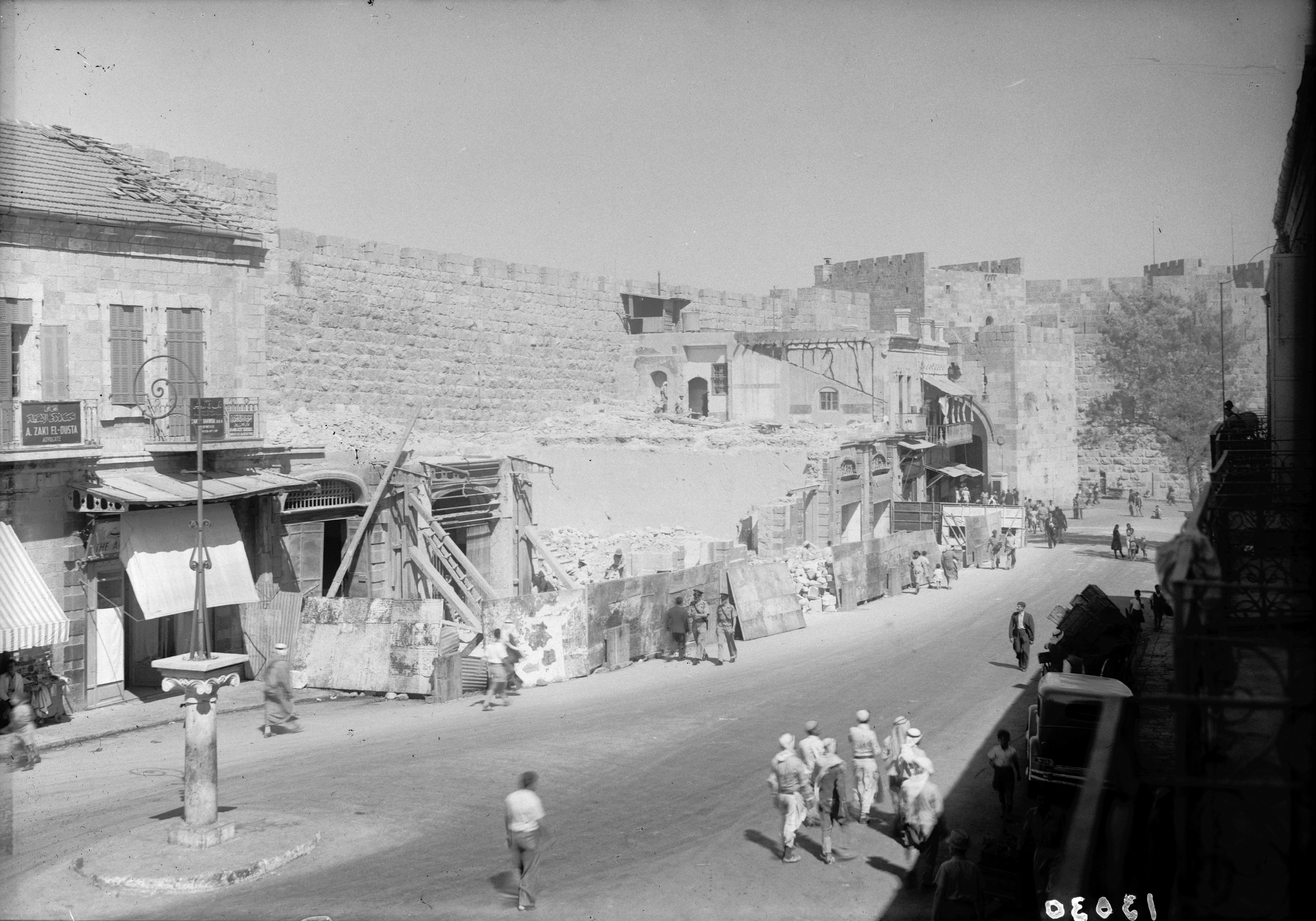
Demoliciones de los británicos en 1944.